# 9426 Aliante
9426 Aliante este un asteroid din centura principală de asteroizi.

## Descriere
9426 Aliante este un asteroid din centura principală de asteroizi. A fost descoperit pe 14 februarie 1996 la Cima Ekar de Ulisse Munari și Maura Tombelli. Asteroidul prezintă o orbită caracterizată de o semiaxă mare de 2,87 ua, o excentricitate de 0,07 și o înclinație de 3,0° în raport cu ecliptica.